# لويس ميشو
لويس ميشو (بالفرنسية: Louis-Gabriel Michaud)‏ (و. 1773 – 1858 م) هو كاتب، وكتبي، وكاتب سير، ومعجمي، من فرنسا، توفي عن عمر يناهز 85 عاماً.